# Zelda Rubinstein
Zelda Rubinstein (Pittsburgh, 28 de maio de 1933 — Los Angeles, 27 de janeiro de 2010) foi uma atriz americana.

## Biografia
Com apenas 1,30 m de altura e uma voz peculiar, Rubinstein deu vida em três ocasiões a Tangina Barrons na trilogia Poltergeist, história escrita e produzida por Steven Spielberg, na qual a atriz entrou na pele de uma vidente que enfrentava forças demoníacas.
Fora os filmes dessa série, sua carreira cinematográfica teve pouca repercussão. Rubinstein atuou em títulos como "Gatinhas e Gatões" (1984), Teen Witch (1989) ou, mais recentemente, Southland Tales: o fim do mundo (2006).
Na televisão, a atriz fez parte do elenco da série Picket fences, ganhadora dos prêmios Emmy de melhor série de drama em 1993 e 1994, e foi narradora dos documentários The scariest places on Earth.
Rubinstein nasceu em 28 de maio de 1933 em Pittsburgh, nos Estados Unidos. Ela era a mais nova de três irmãos e a única pessoa em sua família com problemas de crescimento.
Fora do mundo do showbiz, Rubinstein participou de campanhas contra a AIDS.

## Filme
- Under the Rainbow (1981) - Iris
- Poltergeist (1982) - Tangina Barrons
- Frances (1982) - Mental Patient
- Sixteen Candles (1984) - Organist
- Poltergeist II: The Other Side (1986) - Tangina Barros
- Anguish (1987) - Alice Pressman, a Mamã
- Poltergeist III (1988) - Tangina Barros
- Teen Witch (1989) - Madama Serena Alcott
- National Lampoon's Last Resort (1994) - Old Hermit
- Little Witches (1996) - Mãe Clodah
- Wishcraft (2002) - Medical Examiner
- Gages  (2005) - Liz
- Unbeatable Harold (2006) - Bunny
- Southland Tales (2006) - Dr. Katarina Kuntzler
- Behind the Mark: The Rise of Leslie Vernon (2006) - Mrs. Collinwood

## Ligações externs
- Zelda Rubinstein. no IMDb.